# Hybanthus hasslerianus
Hybanthus hasslerianus är en violväxtart som först beskrevs av Chod., och fick sitt nu gällande namn av Hassler. Hybanthus hasslerianus ingår i släktet Hybanthus och familjen violväxter. Inga underarter finns listade i Catalogue of Life.